# Эскадренные миноносцы типа A
Эскадренные миноносцы типа A — тип эскадренных миноносцев, состоявший на вооружении Королевских ВМС Великобритании в 1930-е годы и в период Второй мировой войны. Стали первыми британскими межвоенными серийными эсминцами (т. н. «стандартные» эсминцы). Два корабля было построено для Королевских ВМС Канады. В качестве лидера флотилии кораблей типа A был спроектирован эсминец HMS Codrington, отличавшийся увеличенными размерами и составом вооружения.

## История создания и особенности конструкции
В 1927 году в строй британского флота вступили два экспериментальных корабля — HMS Amazon и HMS Ambuscade, спроектированные и построенные по техническому заданию Адмиралтейства фирмами «Торникрофт» и «Ярроу» соответственно. Это были первые эсминцы Королевского Флота, построенные с учётом опыта Первой мировой войны. Между фирмами происходил конкурс на лучший проект эсминца для британского флота. Несмотря на то, что специалисты «Ярроу» уложились в меньшее водоизмещение и благодаря этому смогли обойтись энергетической установкой меньшей мощности, Amazon оказался дешевле. Кроме того, за счёт больших размеров он выигрывал в мореходности. По существу же оба проекта представляли собой несколько увеличенный тип «Модифицированный W» с более мощными машинами и улучшенными условиями обитаемости. Победителем признали проект «Торникрофт» и Amazon послужил основой для эсминцев, строившихся по программе 1927 года, получивших, как и два вышеуказанных корабля, названия, начинающиеся на латинскую букву A. В некоторых источниках корабли данного типа именуются «Модифицированным типом A» или эсминцами типа «Акаста».
Первоначальный проект нового эсминца оказался чересчур большим (полное водоизмещение должно было составить 2200 тонн), в результате было снижено первоначальное требование высокой дальности хода. В состав вооружения вошли новые полуавтоматические 120-мм орудия и четырёхтрубные торпедные аппараты. Корабли не получили предусмотренной первоначальным проектом гидроакустической станции: противолодочное вооружение оказалось сильно сокращённым в связи с размещением на кораблях трального оборудования. В связи с возросшим по сравнению с прототипом (Amazon) весом вооружения пришлось несколько увеличить ширину корпуса. Энергетическая установка кораблей отличалась простотой и надёжностью. Исключением стал эсминец HMS Acheron, на котором были в качестве эксперимента установлены высоконапорные котлы. Несмотря на то, что они оказались более экономичными, из-за сложностей в эксплуатации от их дальнейшего применения отказались.
Два корабля были построены по заказу Канады. При этом в исходный проект были внесены некоторые изменения, в частности, корпус усилен и увеличен в ширину для возможности плавания в сложных ледовых условиях и стала более закрытой (по сравнению со стандартными эсминцами британского флота) надстройка.
В качестве лидера флотилии эскадренных миноносцев типа A был спроектирован и построен эсминец HMS Codrington. Помимо увеличенных размеров, корабль нёс дополнительное 120-мм орудие. Отрицательной чертой нового лидера стала отвратительная манёвренность: диаметр циркуляции достигал 980 ярдов (896 метров) на 380 ярдов (347 метров) больше, чем на рядовых единицах.

## Конструкция

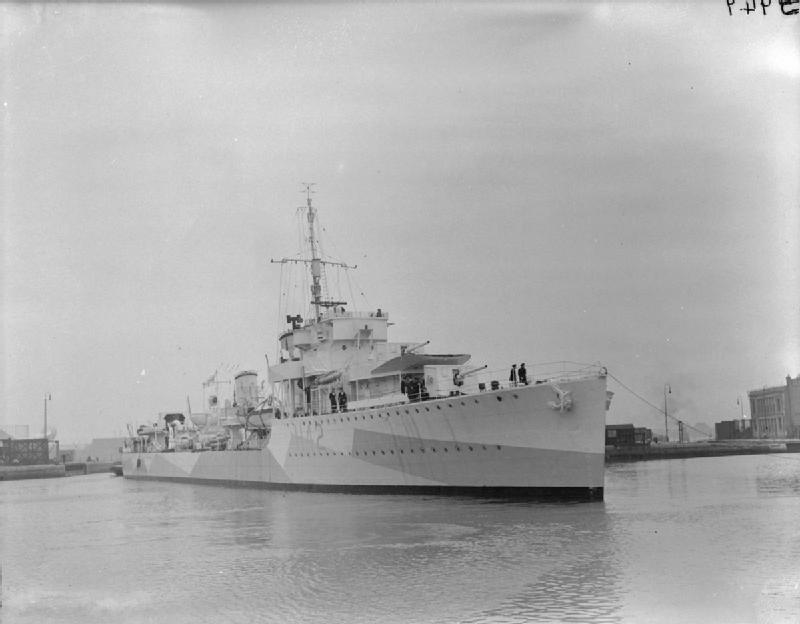
HMS Arrow (H42) в мае 1943 года

### Архитектурный облик
Эсминцы типа «А», отличаясь от прототипа лишь установкой новых четырёхтрубных торпедных аппаратов и полуавтоматических орудий. От скорости 33 узла в полном грузу и прироста дальности на 1600 миль на экономическом ходу отказались, довольствуясь скромным ходом 31¾ узла и увеличением дальности на 1400 миль.

### Корпус
Общая масса обшивки на эсминцах типа А составляла 112 тонны. На эсминцах использовалась стандартная плоская корма с округлённой оконечностью.

### Энергетическая установка

#### Главная энергетическая установка
Главная энергетическая установка включала в себя три трёхколлекторных Адмиралтейских котла («Acheron» котлы Торникрофта с давлением 34 кг/см², и с температурой 400°С (на «Acasta» и «Achates» котлы Ярроу с давлением 18,7 кг/см², и с температурой 316°,остальные Р = 20,4 кг/см², Т = 316°С), и два одноступенчатых турбозубчатых агрегата Парсонса. Размещение ГЭУ — линейное. Котлы размещались в изолированных отсеках, турбины — в общем машинном отделении, при этом редукторы были отделены от турбин водонепроницаемой переборкой. Хотя на испытаниях машина «Эйкерона» показала себя экономичной (часовой расход топлива на одну л. с. составил 0,276 кг мазута против 0,368 кг у однотипного «Эрроу») из-за сложности эксплуатации от дальнейшего внедрения таких установок отказались.
Трёхколлекторные адмиралтейские котлы были большим достижением по сравнению с предыдущими, потому что они использовали перегреватели и потому, что у них были большие нефтяные форсунки (1200 фунтов/час против 900 фунтов/час), которые увеличивали интенсивность тепловыделения в пространстве сгорания. Использование перегретого пара значительно увеличило производительность котла, но этот тип котла создал новые проблемы, как с перегревателем, так и с циркуляцией воды, которые были полностью преодолены только перед войной. Например, должен был быть поток обратно к нагревательным барабанам из парового барабана, но не было никакого различия между трубами вверх и вниз, поэтому до тех пор, пока котлы не были модифицированы, вода в некоторых трубах просто застаивалась.
В 1937 году HMS Ilex был оборудован котлом с принудительной циркуляцией La Mont, первым в своем роде, использованным в Королевском флоте; этот тип котла также использовался в военных пароходах. Он был немного легче, чем Адмиралтейский котёл, но имел меньшую тепловую эффективность, а его дополнительный насос требовал больших усилий по обслуживанию. С точки зрения США, принятие высоких параметров пара обеспечивает лучший общий КПД и, следовательно, дальность, необходимую для войны на Тихом океане. После Второй мировой войны Королевский флот принял аналогичные котлы, только тогда, когда они стали иметь приемлемую, с точки зрения британцев, надёжность. Увеличение агрегатной мощности турбин, в конечном итоге, вынудило британцев перейти на двухступенчатые редукторы, что позволяло иметь более компактные турбины. Высокие параметры пара и двухступенчатые редукторы не экономили массу установки, но экономили место и давали на 10 % экономии на крейсерских ходах.

#### Дальность плавания и скорость хода
Проектная мощность составляла 34 000 л. с. при оборотах винта 350 об/мин., что должно было обеспечить скорость хода (при полной нагрузке) в 31¾ узла, максимальная скорость при неполной нагрузке — 35¼ узла. Частоты вращения были следующие:
- ТВД — 3500 об/мин.
- ТНД — 2150 об/мин.

Запас топлива хранился в восьми топливных танках, вмещавших 396—415 тонны мазута, что обеспечивало дальность плавания 4800 миль 15-узловым ходом.

### Вооружение

#### Артиллерия главного калибра
Артиллерия главного калибра состояла из четырёх 120-мм орудий Mark IX. Максимальный угол возвышения 30°, снижения 10°. Масса снаряда 22,7 кг, начальная скорость 807 м/с, дальность при максимальном угле возвышения: 15 000 ярдов (13 716 м). Орудия обладали скорострельностью 10 — 12 выстрелов в минуту. Боезапас включал в себя 190 выстрелов на ствол.

#### Зенитное вооружение
Зенитное вооружение составляла пара Пом-помов (боезапас включал в себя 500 патронов на орудие) и четыре пулемёта Льюиса с запасом 2000 патронов на ствол.

#### Торпедное вооружение
Торпедное вооружение включало в себя два 533-мм четырёхтрубных торпедных аппарата.

## Служба и модернизации
Эсминцы типа A приняли активное участие в боевых действиях Второй мировой войны. Пять эсминцев погибло, из них в результате действий противника — четыре. Ещё два корабля были тяжело повреждены и не использовались в качестве эсминцев до конца войны.

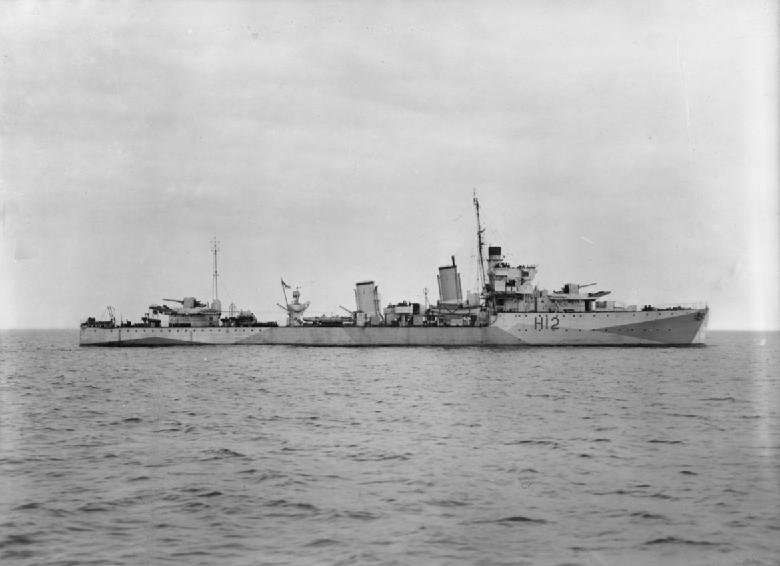
Эсминец HMS Achates типа A. Вместо орудия в позиции «А» установлен реактивный бомбомёт «Хеджехог».

В ходе войны корабли неоднократно подвергались модернизациям и смене вооружения. Особенный акцент делался на усиление противолодочного вооружения в ущерб торпедному и артиллерийскому. Так, с лета по конец 1940 года на всех кораблях один торпедный аппарат заменили на 76-мм зенитное орудие, установлены ГАС, 2 бомбомёта и бомбосбрасыватель (20 — 40 глубинных бомб). С конца 1940 по конец 1941 г. на HMS Active, HMS Antelope, HMS Anthony, HMS Arrow добавлено 2 бомобомёта, а число бомб увеличено до 70 за счёт снятия кормового орудия главного калибра. На HMS Achates (на фото в заголовке) во время ремонта 1941—1942 гг, сняли также носовое орудие «А», заменив его на реактивный бомбомёт «Хеджехог». Неоднократно усиливалось и зенитное вооружение, устанавливались новые 20-мм «эрликоны» и 40-мм «пом-помы». К концу войны на оставшихся в строю эсминцах данного типа полное водоизмещение достигало 1930—1990 тонн.
Эсминцы Acasta и Ardent 8 июня 1940 года входили в состав прикрытия авианосца Glorious у побережья Норвегии. Авианосец был атакован германскими линкорами «Шарнхорст» и «Гнейзенау». Оба эсминца сделали доблестную попытку выйти в торпедную атаку на противника, до конца исполняя долг эскортных кораблей и оба погибли в результате артиллерийского огня немцев. Но в ходе боя «Акаста» добился попадания торпедой в «Шарнхорст», тяжело его повредив.
Acheron в августе 1940 года тяжело поврежден прямым попаданием авиабомбы в гавани Портсмута: разрушена корма, после ремонта 17 декабря 1940 подорвался на мине во время повторных ходовых испытаний и затонул в Ла-Манше.
Achates 31 декабря 1942 года участвовал в Битве в Баренцевом море («Новогодний Бой»). В его ходе потоплен артиллерией германского тяжёлого крейсера «Адмирал Хиппер» севернее мыса Нордкап. Arrow в начале августа 1943 тяжело поврежден в гавани Алжира в результате взрыва стоящего рядом военного транспорта «Форт Ламонте» и не восстанавливался до конца войны.
Saguenay 1 декабря 1940 поврежден торпедой с итальянской подводной лодки «Aрго» в Северной Атлантике; повторно поврежден в ноябре 1942 при столкновении с транспортом «Азара» у Ньюфаундленда; частично восстановлен, но использовался только в качестве учебного корабля. В октябре 1944 в тумане во время шторма разбился в Хваль-фьорде (Исландия) Skeena. Оставшиеся корабли были выведены из состава флота в 1946—1948 годах и проданы на слом.
Лидер Codrington 27 июля 1940 года был тяжело поврежден взрывом авиабомбы в Дувре, после чего сел на грунт. Корабль более не восстанавливался. Незадолго до этого 1 четырёхтрубный торпедный аппарат на нём заменили на 76-мм зенитное орудие.

## Список эсминцев типа[1][13]

### Лидер флотилии
| Номер вымпела | Название       | Верфь-строитель       | Дата закладки | Дата спуска на воду | Дата вступления в состав флота | Дата вывода из состава флота/гибели | Судьба                                                                        |
| ------------- | -------------- | --------------------- | ------------- | ------------------- | ------------------------------ | ----------------------------------- | ----------------------------------------------------------------------------- |
| D65           | HMS Codrington | Swan Hunter, Уоллсенд | 20 июня 1928  | 7 августа 1929      | май 1930                       | 27 июля 1940                        | Тяжело поврежден взрывом авиабомбы в Дувре, лёг на грунт, не восстанавливался |

### Серийные корабли
| Номер вымпела | Название      | Верфь-строитель                             | Дата закладки    | Дата спуска на воду | Дата вступления в состав флота | Дата вывода из состава флота/гибели | Судьба |
| ------------- | ------------- | ------------------------------------------- | ---------------- | ------------------- | ------------------------------ | ----------------------------------- | --- |
| H09           | HMS Acasta    | John Brown & Company                        | 13 августа 1928  | 8 августа 1929      | февраль 1930                   | 8 июня 1940                         | Погиб в бою с германскими линейными кораблями «Шарнхорст» и «Гнейзенау» в 300 милях западнее Тромсё                |
| H12           | HMS Achates   | John Brown & Company                        | 11 сентября 1928 | 4 октября 1929      | март 1930                      | 31 декабря 1942                     | Потоплен в ходе «Новогоднего боя» артиллерией германского тяжёлого крейсера «Адмирал Хиппер» севернее мыса Нордкап |
| H14           | HMS Active    | Hawthorn Leslie and Company                 | 10 июля 1928     | 9 июля 1929         | февраль 1930                   | 1947                                | Исключён из состава флота                                                                                          |
| H36           | HMS Antelope  | Hawthorn Leslie and Company                 | 11 июля 1928     | 27 июля 1929        | март 1930                      | 1946                                | Исключён из состава флота                                                                                          |
| H40           | HMS Anthony   | Scotts Shipbuilding and Engineering Company | 30 июля 1928     | 24 апреля 1929      | февраль 1930                   | 1948                                | Исключён из состава флота                                                                                          |
| H41           | HMS Ardent    | Scotts Shipbuilding and Engineering Company | 30 июля 1928     | 26 июня 1929        | апрель 1930                    | 8 июня 1940                         | Погиб в бою с германскими линейными кораблями «Шарнхорст» и «Гнейзенау» в 300 милях западнее Тромсё                |
| H42           | HMS Arrow     | Vickers-Armstrong                           | 20 августа 1928  | 22 августа 1929     | апрель 1930                    | 1949                                | Тяжело поврежден 4 августа 1943 в Алжире в результате взрыва стоящего рядом транспорта, не восстанавливался        |
| H48           | HMS Acheron   | John I. Thornycroft & Company               | 29 октября 1928  | 18 марта 1930       | октябрь 1931                   | 8 декабря 1940                      | Подорвался на мине и затонул в Ла-Манше                                                                            |
| D79           | HMCS Saguenay | John I. Thornycroft & Company               | 27 сентября 1929 | 11 июля 1930        | май 1931                       | 1948                                | Исключён из состава флота                                                                                          |
| D59           | HMCS Skeena   | John I. Thornycroft & Company               | 14 октября 1929  | 10 октября 1930     | июнь 1931                      | 25 октября 1944                     | Выбросился на мель во время шторма в Хваль-фьорде, Исландия                                                        |